# セドナ平原
セドナ平原（セドナへいげん、英: Sedna Planitia）は、金星の大きな低地の地名である。
直径3,570km、イシュタル大陸の南方に位置する。月の海に近い地形である。名前はイヌイット神話の海の女神セドナに由来する。